# Manuel Ferreira de Paiva
Manuel Ferreira de Paiva (? — ?) foi um político brasileiro.
Foi presidente da província do Espírito Santo, de 5 de janeiro a 29 de janeiro de 1877 e de 11 de julho a 23 de julho de 1877.